# President McKinley Inauguration Footage
President McKinley Inauguration Footage je společný název pro dva krátké filmy (President McKinley Taking the Oath a President McKinley and Escort Going to the Capitol), které byly následně sloučeny do jednoho. Jejich režisérem byl G. W. Bitzer (1872–1944). Film měl premiéru 16. března 1901.
Filmy byly natočeny 4. března 1901 během druhé inaugurace Williama McKinleyho, kterou na několika záběrech zachytily. Podle tiskových zpráv film obdržel během promítání „velký potlesk“ a způsobil „blázinec“.